# Canbya
Canbya é um género botânico pertencente à família Papaveraceae.

## Espécies
- Canbya aurea
- Canbya candida